# Robert Ruszkowski

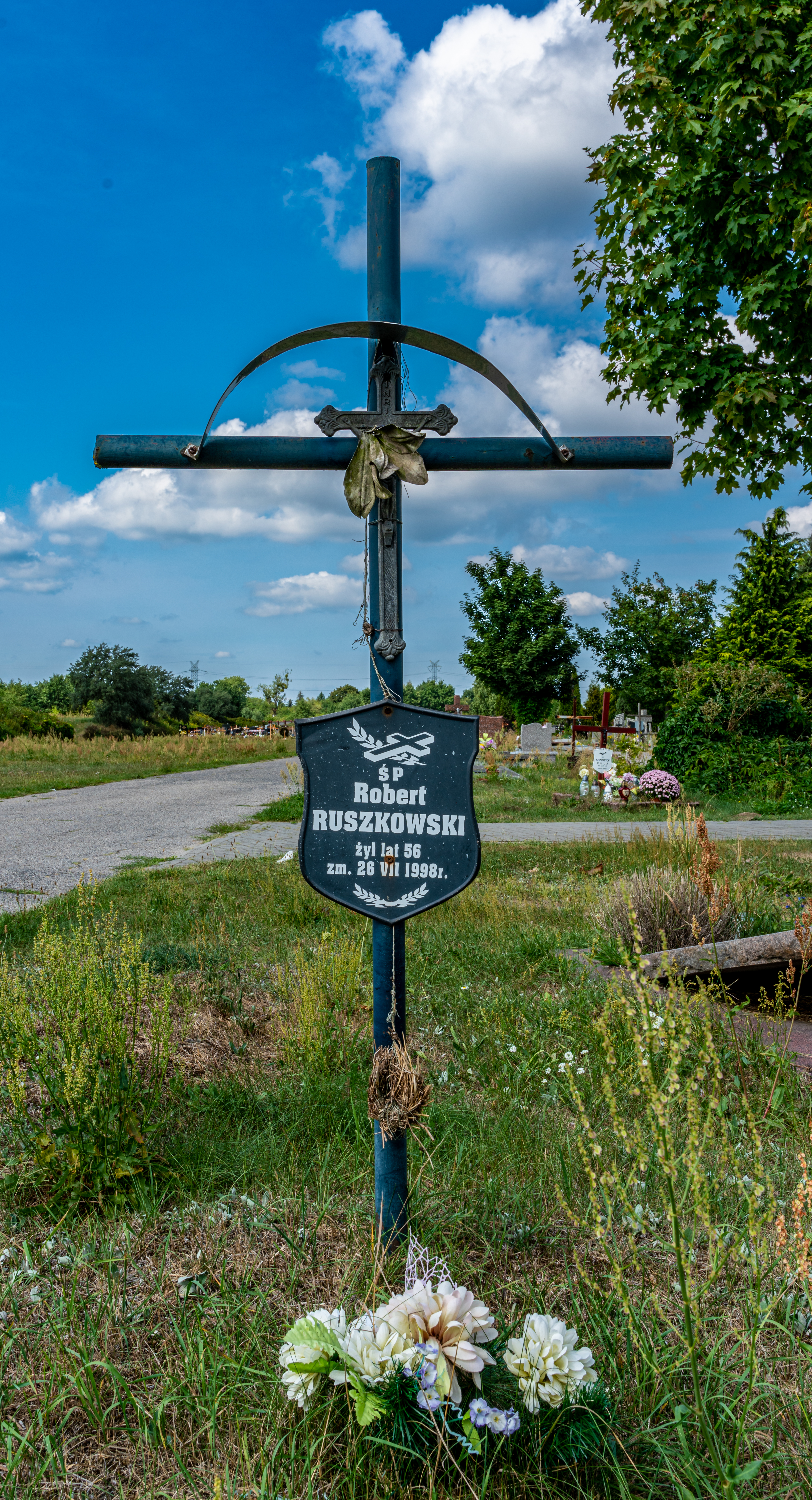
Grób Roberta Ruszkowskiego na cmentarzu Komunalnym Północnym w Warszawie

Robert Andrzej Ruszkowski (ur. 9 czerwca 1942 w Warszawie, zm. 16 lipca 1998 tamże) – polski kajakarz, olimpijczyk z Tokio 1964.
Zawodnik Spójni Warszawa i Zawiszy Bydgoszcz.
Dwukrotny mistrz Polski w:
- konkurencji K-2 na dystansie 500 metrów w roku 1963
- konkurencji K-1 4x500 metrów w roku 1963

Na igrzyskach olimpijskich w 1964 roku wystartował w konkurencji K-4 na dystansie 1000 metrów (partnerami byli: Ryszard Marchlik, Rafał Piszcz, Stanisław Jankowiak). Polska osada odpadła w półfinale.
Pochowany na Cmentarzu Komunalnym Północnym w Warszawie.